# 托法娜仙液

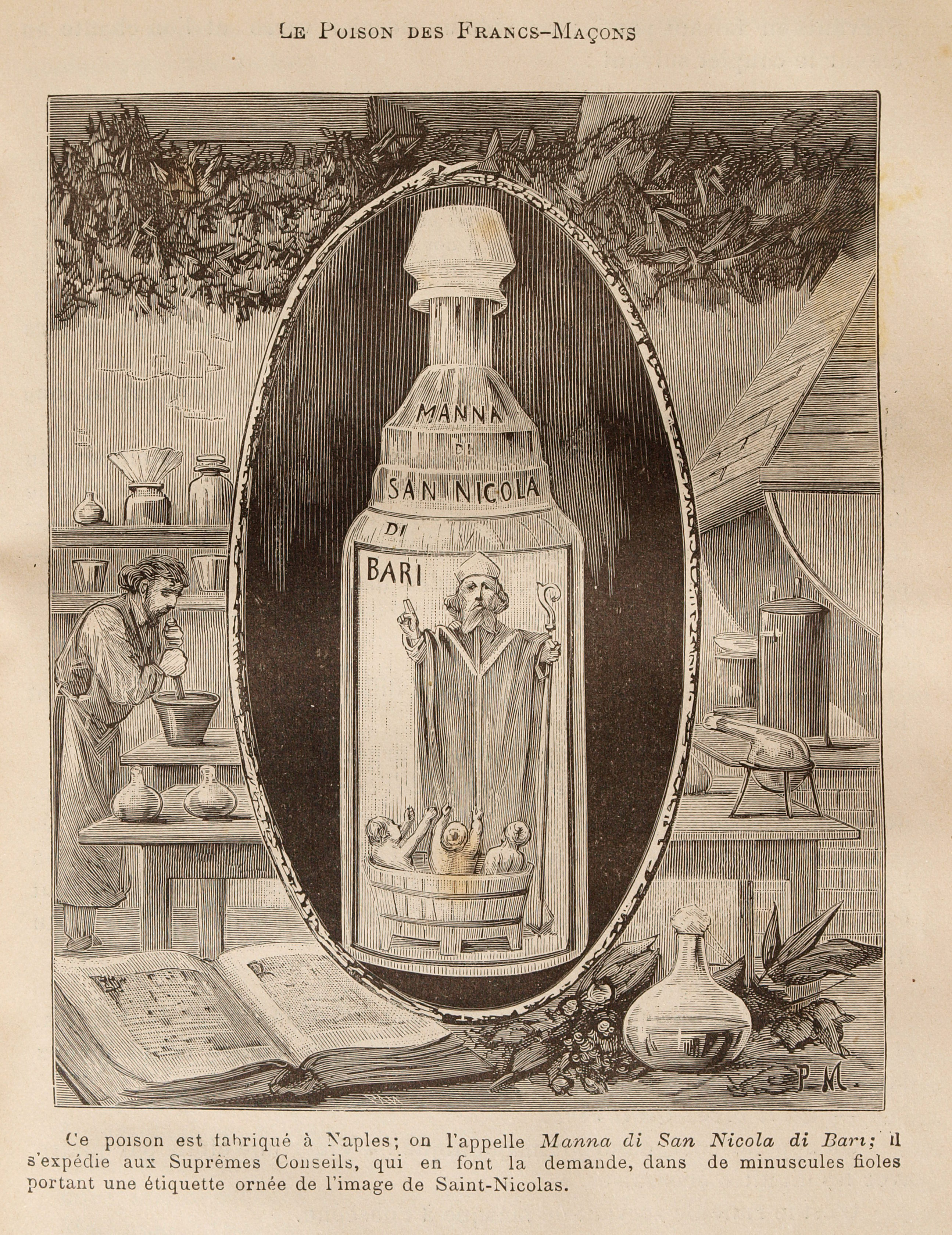
托法娜仙液

托法娜仙液（Aqua Tofana），1630年代義大利北部流行的一種美白化妝水，含有亞砷酸成分，據說是由南義大利名為托法娜（Tofana）的老太太利用火山析出的礦物調配而成。由於慢性砷中毒在當時的醫療水準下難以與一般慢性病分別，故當時許多慢性毒殺親夫的案件都是以這種化妝水犯案。事後遭到政府禁止販賣。